# 한국미생물학회
한국미생물학회(韓國微生物學會, The Microbiological Society of Korea)는 미생물학 연구를 위하여 설립된 대한민국의 학술 단체이다. 1959년 11월에 미생물학을 연구하여 온 20인의 학자가 중심이 되어 창립되었다. 사무실은 서울특별시 강남구 테헤란로 7길 22 한국과학기술회관 1관 810호에 있다. 현재 미생물학 분야를 전공·연구하는 전국의 미생물학자 1,900여 명이 회원으로 가입되어 있다.
1991년 10월 10일 사단법인으로 등록되었고, 1993년 국제미생물학회연합(IUMS)에 가입하였으며, 1993년 한·러 생명공학 심포지움 및 1993년 한·중 생명공학 심포지움을 국내에서 개최하고, 2002년 7월 1일부터 7월 5일까지 경주현대호텔에서 제9차 산업미생물유전학 국제심포지움을 개최하였다.
국내에서는 대한바이러스학회, 한국균학회와 함께 한국미생물학회연합에 가입하여 공동학술대회를 개최하는 등 활발한 학술교류를 하고 있으며, 이외에도 강원, 충청, 호남지부와 8개 분과를 두어 세미나, 특별 강연회 등을 통하여 지역 학술 교류에도 이바지하고 있다.

## 학술 활동
연 1회 학술 발표대회를 개최하고 연구 발표회·학술 강연회를 수시로 열고 있다. 1982년에는 국제유전공학심포지엄을, 1983년에는 유네스코와 합동으로 미생물 세포융합에 관한 워크숍을 실시하였다.

### 학술지
정기 간행물로는 영문 학술지 《The Journal of Microbiology》를 연 12회, 한국어 학술지 《미생물학회지》를 연 4회 발행하고 있다. 그 밖에 연 2회 《미생물과 산업》을 출간하고 있다. 단행본으로는 《미생물학 실험서 및 미생물학》(공역), 《미생물학 실험》(공역)을 발간하였다.

## 회원 구분
회원은 명예회원·평의원·정회원·학생회원으로 구분한다.

## 같이 보기
- 대한미생물학회
- 한국동물학회
- 한국식물학회